# Catatemnus birmanicus
Catatemnus birmanicus är en spindeldjursart som först beskrevs av Tord Tamerlan Teodor Thorell 1889.  Catatemnus birmanicus ingår i släktet Catatemnus och familjen Atemnidae. Inga underarter finns listade i Catalogue of Life.